# محمد أحمد عمر وقفي

الملك الحسين بن طلال(يمين) يرفعه ترفيعا استثنائيا ويمنحه وسام الاستقلال و الشريف ناصر بن جميل (يسار)

محمد أحمد عمر وقفي عقيد ركن متقاعد من القوات المسلحة الأردنية ولد في  14/7/ 1945 محافظة اربد،الحصن ،استهوته الحياة العسكرية فالتحق بدورة المرشحين الأولى في عام 1966.  قلده الملك الحسين بن طلال رتبة ميدانية استثنائية ومنحه وسام الاستقلال وهي الوحيدة التي يقلدها الملك أحد الضباط، لشجاعته في واقعة (معركة) جسر الشيخ حسين (المعبر الشمالي) على الحدود الأردنية الأسرائلية كونه كان قائد فئة (فصيل) مكون من 37 عسكري. العقيد محمد مؤهل من عدة مدارس عسكرية عالمية حيث اشترك بدورات في مجال الاختصاص في مدرسة المشاة الأمريكية ومدرسة المشاة البريطانية وعمل مع الضباط البريطانيين العاملين في سلطنة عُمان من عام 1973 إلى عام 1975 .

كتاب تهنئة من الشريف ناصر بن جميل نائب القائد العام للقوات المسلحة آنذاك بترفيع محمد الوقفي ومنحه وسام الاستقلال